# Tecteremaeus cristatus
Tecteremaeus cristatus är en kvalsterart som beskrevs av Balogh och Sandór Mahunka 1969. Tecteremaeus cristatus ingår i släktet Tecteremaeus och familjen Arceremaeidae. Inga underarter finns listade i Catalogue of Life.